# Bacantes

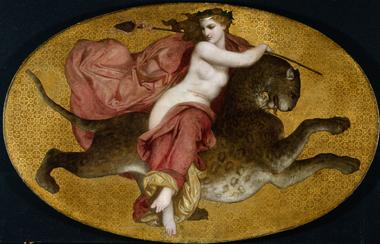
Bacante sobre una pantera, de William-Adolphe Bouguereau (1855).

Las bacantes (Βάκχαι) eran mujeres griegas adoradoras del dios Baco, conocido también como Dioniso o Bromio. A veces se las confunde con las ménades, que eran las ninfas que le servían.
El culto al dios Baco, aunque en nuestros días esté simplemente asociado a la embriaguez, en la Antigua Grecia fue muy importante e incluso influyó mucho en el pensamiento filosófico de los griegos. El descubrimiento de la cerveza y posteriormente el del vino fue asociado por los agricultores a un dios presa de la locura divina.
Posteriormente, la unión de Baco con el dios Pan le dio un giro femenino debido a los ritos de fertilidad del culto de este último: las bacantes, o adoradoras del dios Baco, eran quienes llevaban a cabo estos ritos, los misterios báquicos, ceremonias secretas en su mayoría prohibidas a los varones. En Roma las bacanales u orgías se abrieron a todo el mundo, degenerando de tal forma que el Senado las prohibió. 
Estrabón dice que en el cortejo femenino del tíaso de Dioniso se encontraban bacantes, lenas, tíades y mimalones.

## Culto

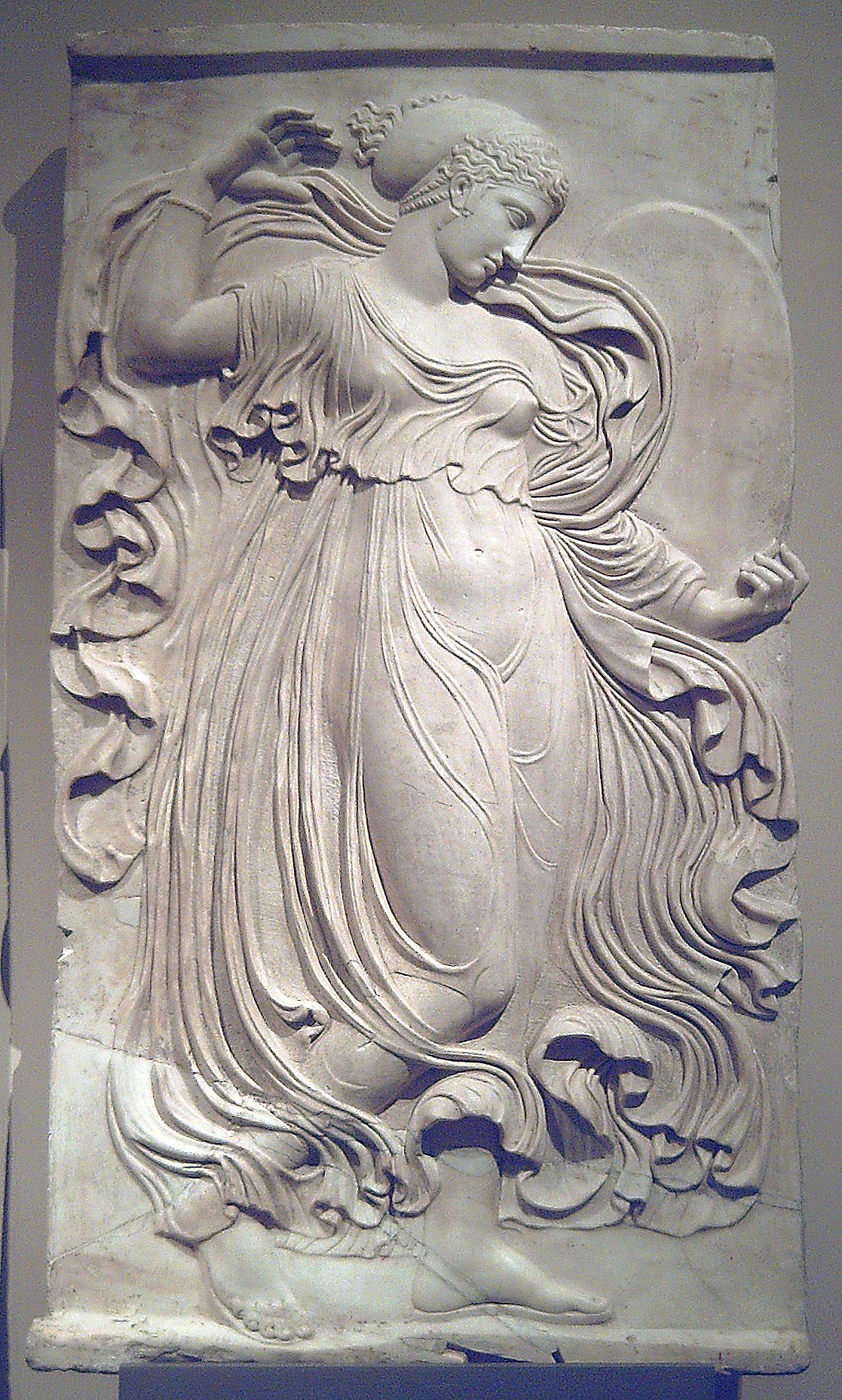
Ménade danzando. Copia romana de un relieve griego de fines del (Museo del Prado).

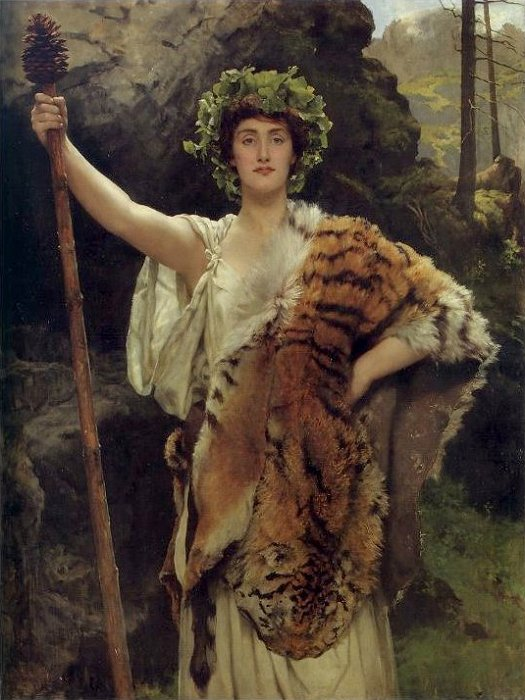
"La sacerdotisa de Baco". John Collier.

El conocimiento del culto ha llegado hasta nuestros días de la mano de Eurípides y su obra Las Bacantes.
Tanto las ancianas como las mujeres jóvenes, e incluso doncellas subían en procesión a un monte solitario y durante unos días, sin contacto con hombre alguno se lanzaban a un desenfreno de alcohol, misticismo y alucinógenos. 
El rito contenía muchos elementos salvajes y arcaicos, como despedazar a pequeños animales vivos y comerlos. Pero también mucho contenido erótico: Eurípides cuenta que pasaban noches enteras bailando desnudas, excitadas en un éxtasis no solo alcohólico. Se suponía que dichas prácticas fomentaban la fertilidad, y las matronas hacían de sacerdotisas proporcionando alcohol y drogas alucinógenas a las jóvenes. La leyenda afirma que recorrían los bosques insinuándose y lastimando a los hombres que encontraban. La danza de las ménades era el rito central de las ceremonias.
En cuanto al rito de despedazar animales, representaba a Baco siendo devorado por los titanes. Según la mitología, este hecho permitió a los titanes tener una chispa de divinidad. Así el hombre, que tiene una parte divina y otra terrestre, al comer al dios Baco intentaba ser más divino.
No obstante se cree que, en las festividades más habituales, las bacantes eran más moderadas que las violentas escenas descritas por Eurípides. Se limitaban a disfrazarse, bailar, y a veces tomaban alcohol o masticaban hiedra. El fin principal que se perseguía era que las mujeres, durante el periodo que duraba la fiesta, se liberaran del rígido comportamiento social que mantenían en la vida cotidiana.
Se supone que dichos rituales no desaparecieron completamente y se mantuvieron en la clandestinidad hasta bien entrada la Edad Media, ya que se han encontrado vasijas y pinturas medievales representando los ritos bacantes (Museo Nacional de Nápoles). La descripción de un aquelarre es muy similar a la de una bacanal.